# Turpial Airlines
Turpial Airlines, es la principal línea aérea del estado Carabobo, fue creada por un grupo de empresarios con experiencia en la Industria Aeronáutica en Venezuela, cuyo objetivo principal es prestar un servicio público de transporte aéreo, basado en la calidad y eficiencia de sus operaciones aéreas a realizarse tanto a nivel nacional como internacional. Su sede administrativa y operacional se encuentra ubicada en el Aeropuerto Internacional Arturo Michelena, ubicado en la ciudad de Valencia en el estado Carabobo.

## Historia
Turpial Airlines fue fundada el 15 de marzo de 2016 , con el objetivo de ofrecer un servicio de transporte aéreo de calidad tanto en Venezuela como a nivel internacional. La aerolínea inició operaciones el 7 de abril de 2017, con vuelos hacia dos principales destinos nacionales: Maracaibo y Porlamar. En su expansión inicial, también inauguró su primer vuelo internacional a la Ciudad de Panamá, marcando así el inicio de su incursión en rutas internacionales. 

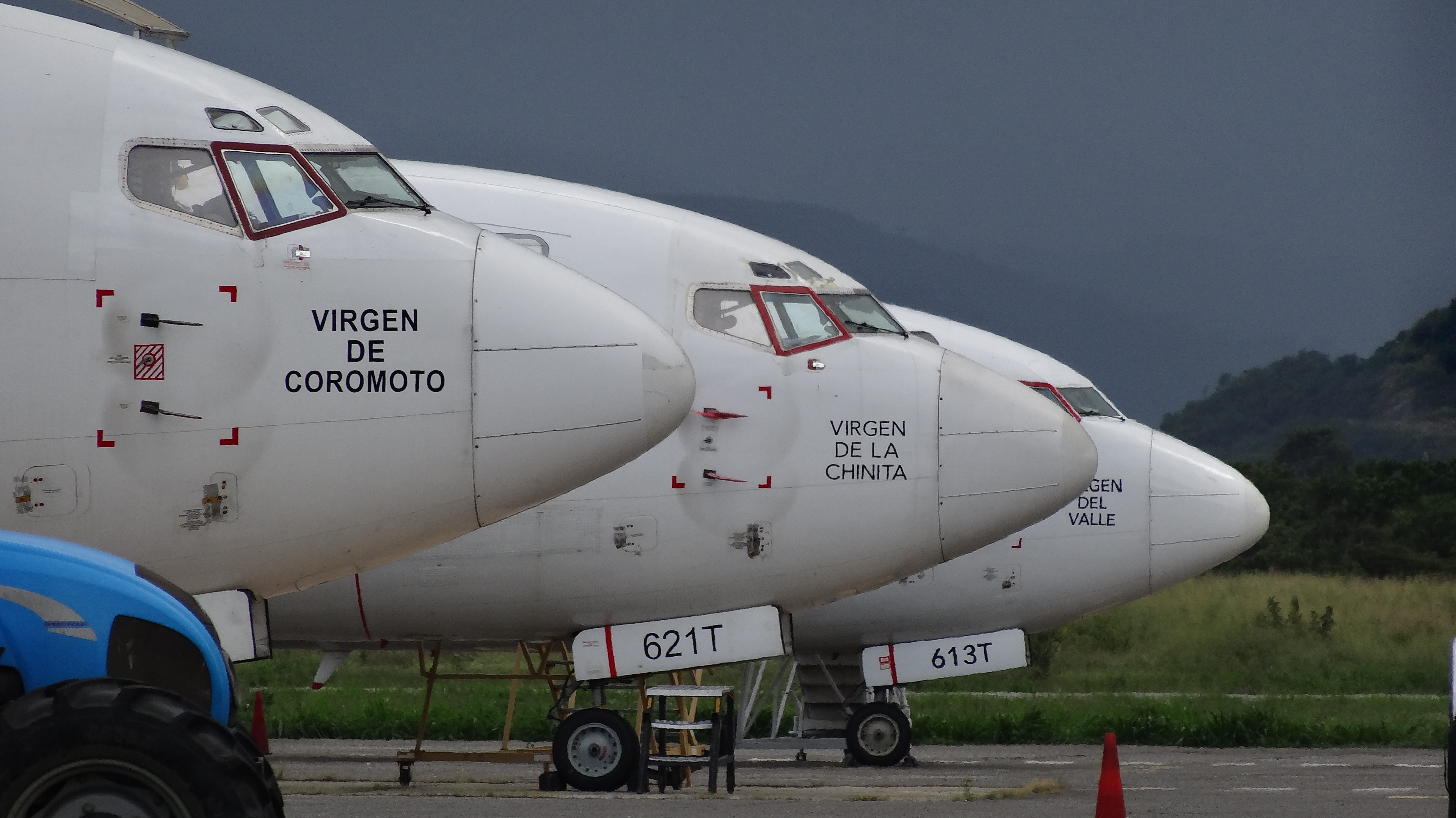
Flota de Turpial Airlines (2020)

### Vuelos a Puerto Cabello
En 2017, Turpial Airlines tuvo un papel clave en la reinauguración de las operaciones del Aeropuerto General Bartolomé Salom, luego de tres años sin vuelos comerciales. El 16 de noviembre de ese año, la aerolínea inició vuelos directos entre la ciudad de Puerto Cabello y Maracaibo, con el objetivo de facilitar el transporte de pasajeros y satisfacer la creciente demanda de un medio de transporte más rápido hacia el principal puerto del país. Además, durante el mes de diciembre, la aerolínea ofreció vuelos especiales a Porlamar.

### Expansión Internacional
En 2018, Turpial Airlines amplió su red internacional al incorporar dos nuevas rutas desde Valencia: el 19 de marzo, con vuelos hacia Santo Domingo, y el 22 de marzo, hacia Punta Cana, ambos destinos en la República Dominicana.

### Vuelos a Colombia

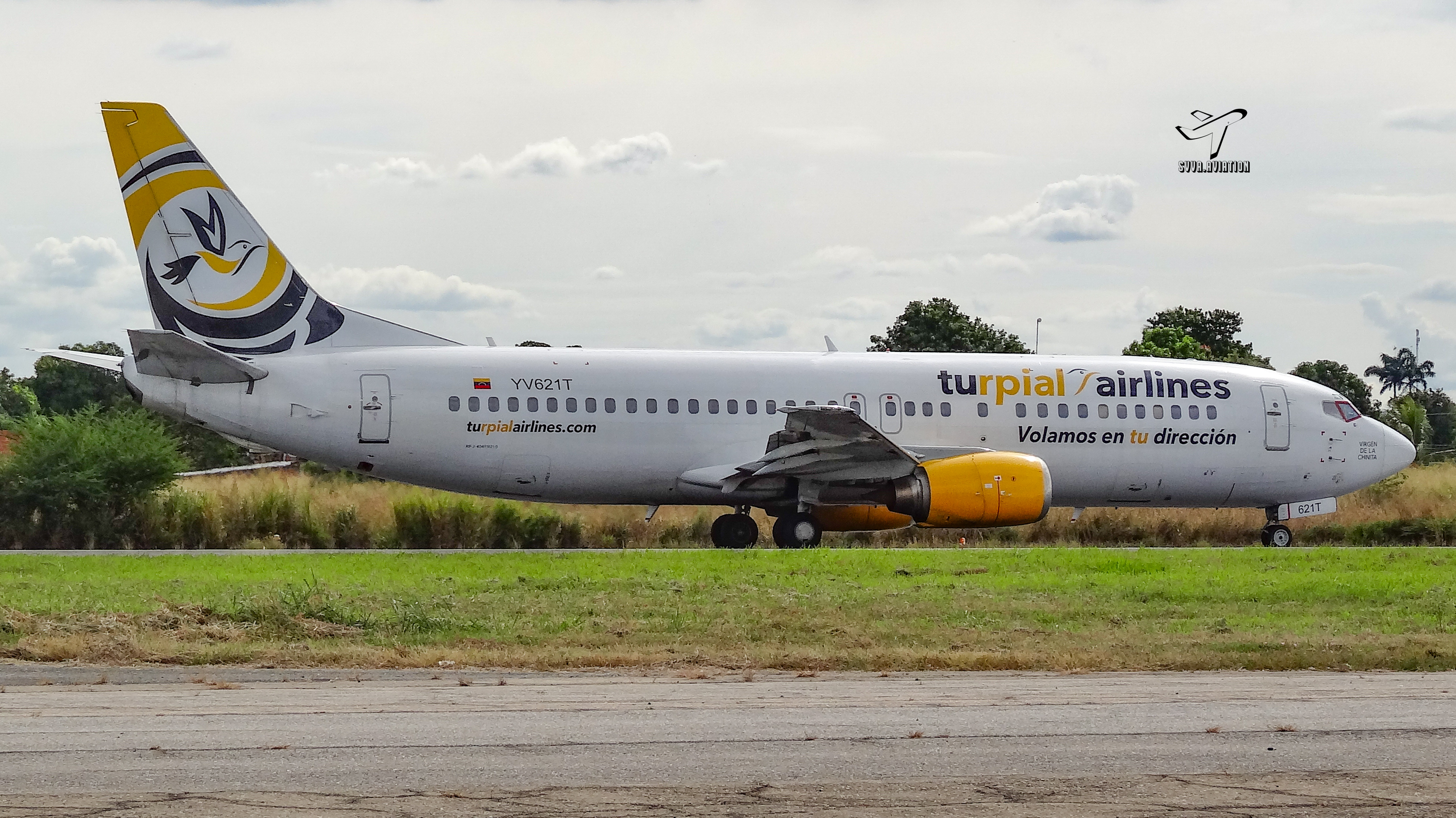
Turpial Airlines en Valencia.

El 7 de noviembre de 2022, el vuelo VTU8820 de Turpial Airlines partió desde Caracas con destino al Aeropuerto Internacional El Dorado, en Bogotá. Este vuelo, operado por un Boeing 737-400 denominado Virgen del Valle, marcó la reapertura de los vuelos comerciales entre Venezuela y Colombia, luego de más de dos años de suspensión debido, inicialmente, a la pandemia de COVID-19 y, posteriormente, a la ruptura de relaciones comerciales entre ambos países.

### Actualidad
En marzo de 2025, Turpial Airlines ofrece vuelos a cuatro destinos nacionales: Porlamar, Maracaibo, Puerto Ordaz y Santo Domingo (Tachira), además de un destino internacional a Bogotá, Colombia.. También cuentan con servicio de renta a Cuba por intermedio de Cubana de Aviación.

## Flota
Turpial Airlines cuenta en la actualidad con la siguiente flota:
| Aeronaves      | Activos | Pedidos | Estacionados | Pasajeros                                         | Pasajeros                                         | Pasajeros                                         | Matrículas                                        | Antigüedad                                        | Notas                                             |
| Aeronaves      | Activos | Pedidos | Estacionados | C                                                 | Y                                                 | Total                                             | Matrículas                                        | Antigüedad                                        | Notas                                             |
| -------------- | ------- | ------- | ------------ | ------------------------------------------------- | ------------------------------------------------- | ------------------------------------------------- | ------------------------------------------------- | ------------------------------------------------- | ------------------------------------------------- |
| Boeing 737-400 | 2       | —       | 1            | 12                                                | 132                                               | 144                                               | YV613T «Virgen del Valle»                         | 34,9 años                                         |                                                   |
| Boeing 737-400 | 2       | —       | 1            | —                                                 | 156                                               | 156                                               | YV621T «Virgen de la Chinita»                     | 30,9 años                                         |                                                   |
| Boeing 737-400 | 2       | —       | 1            | —                                                 | 158                                               | 158                                               | YV622T «Virgen de Coromoto»                       | 30,7 años                                         | En mantenimiento (Junio 2025)                     |
| Total          | 2       | —       | 1            | Edad media de la flota (abril de 2025): 32,1 años | Edad media de la flota (abril de 2025): 32,1 años | Edad media de la flota (abril de 2025): 32,1 años | Edad media de la flota (abril de 2025): 32,1 años | Edad media de la flota (abril de 2025): 32,1 años | Edad media de la flota (abril de 2025): 32,1 años |

## Destinos
A partir de marzo de 2025, Turpial opera los siguientes destinos nacionales e internacionales:
| Países                        | Destinos       | Aeropuertos                                         | Desde    |
| ----------------------------- | -------------- | --------------------------------------------------- | -------- |
| Colombia                      | Bogotá         | Aeropuerto Internacional El Dorado                  | Valencia |
| Venezuela                     | Valencia       | Aeropuerto Internacional Arturo Michelena           | HUB      |
| Venezuela                     | Ciudad Guayana | Aeropuerto Internacional Manuel Carlos Piar         | Valencia |
| Venezuela                     | Porlamar       | Aeropuerto Internacional del Caribe Santiago Mariño | Valencia |
| Venezuela                     | Maracaibo      | Aeropuerto Internacional de La Chinita              | Valencia |
| Venezuela                     | San Cristóbal  | Aeropuerto Internacional de Santo Domingo           | Valencia |
| Total: 6 destinos en 2 países |                |                                                     |          |

## Antiguos destinos
| Países               | Destinos         | Aeropuertos                                         | Notas                       |
| -------------------- | ---------------- | --------------------------------------------------- | --------------------------- |
| Aruba                | Oranjestad       | Aeropuerto Internacional Reina Beatrix              | Chárter para Aruba Airlines |
| México               | Cancún           | Aeropuerto Internacional de Cancún                  |                             |
| Panamá               | Ciudad de Panamá | Aeropuerto Internacional de Tocumen                 | Planes de inicio            |
| República Dominicana | Puerto Plata     | Aeropuerto Internacional Gregorio Luperon           | Chárter para Fly the World  |
| República Dominicana | Punta Cana       | Aeropuerto Internacional de Punta Cana              |                             |
| República Dominicana | Santo Domingo    | Aeropuerto Internacional de Las Américas            | Suspendido                  |
| Surinam              | Panamaribo       | Aeropuerto Internacional Johan Adolf Pengel         |                             |
| Venezuela            | Caracas          | Aeropuerto Internacional de Maiquetía Simón Bolívar |                             |
| Venezuela            | Las Piedras      | Aeropuerto Internacional Josefa Camejo              |                             |
| Venezuela            | Maturín          | Aeropuerto Internacional José Tadeo Monagas         |                             |
| Venezuela            | Puerto Cabello   | Aeropuerto General Bartolomé Salom                  |                             |
| Venezuela            | Barcelona        | Aeropuerto Internacional José Antonio Anzoátegui    |                             |
| Venezuela            | El Vigía         | Aeropuerto Internacional Juan Pablo Pérez Alfonso   |                             |